# Bad Bramstedter Moorbahn
| Moorbahn der Rheumaheilstätte Bad Bramstedt und Oskar-Alexander-Kurbahn                                                                               | Moorbahn der Rheumaheilstätte Bad Bramstedt und Oskar-Alexander-Kurbahn |
| --- | ----------------------------------------------------------------------- |
| Die Moorbahn überquerte auf einer Drehbrücke ein Anschlussgleis der AKN-Bahn Jung-Feldbahntriebwagen Typ MS 13 vor dem Moorlagerschuppen der Moorbahn |                                                                         |
| Trasse der Moorbahn der Rheumaheilstätte Bad Bramstedt um 1975 (rot) und Gleise der Oskar-Alexander-Kurbahn (schwarz) auf einer Karte von 2022        |                                                                         |
| Streckenlänge: | 1,9 + 1,4 km                                                            |
| Spurweite: | 600 mm (Schmalspur)                                                     |
| Maximale Neigung: | Anfänglich laut Bauzeichnung: 40 ‰                                      |
| |                                                                         |

Die Bad Bramstedter Moorbahn war eine von 1930 bis 1977 betriebene, knapp 2 km lange Torfbahn bei Bad Bramstedt im Kreis Segeberg in Schleswig-Holstein, deren südliche Gleisanlagen heute noch von der Oskar-Alexander-Kurbahn als Museumsbahn genutzt werden.

## Geschichte

### Bau
Am 2. April 1929 wurde die Rheumaheilstätte Bad Bramstedt GmbH als Moorheilbad gegründet. Die Gebäude wurden ab 1929 errichtet, woraufhin sie bereits am 25. Oktober 1930 offiziell eingeweiht und am 1. Februar 1931 in Betrieb genommen werden konnten. Um täglich etwa 20 m³ Frischmoor mit Kipploren aus dem Torfstich ins Bad zu transportieren und um das verbrauchte Moor für eine zehnjährige Wiederaufbereitungsphase zurück ins Moor zu bringen, wurde die 2 km lange Feldbahn verlegt. Der Bau der Feldbahn kostete einschließlich eines siebengleisigen Moorlagerschuppens bis zum 16. Januar 1931 die Summe von 39.964 Reichsmark, was etwa 2 % der Gesamtinvestition der Rheumaheilstätte entsprach. In der Nähe der Heilstätte überquerte die schmalspurige Feldbahn auf einer Drehbrücke ein Stichgleis der Altona-Kaltenkirchen-Neumünster Eisenbahn, das zur Anlieferung von Kohle und Schweröl ins sogenannte Kesselhaus benötigt wurde.

### Betrieb
Die Bahn wurde anfangs mit Pferden und einem Jung-Feldbahntriebwagen des Typs MS 13 mit der Werksnummer 4050/1928 sowie später mit vier, jeweils 11 PS starken Jung-Diesellokomotiven des Typs EL 110 mit den Werksnummern 8771/1939, 11352/1950, 11353/1950 und 12423/1963 sowie der 30 PS starken LKM des Typs Ns 2 aus dem Jahr 1958 betrieben. Von Juli 1976 bis Juni 1977 wurde der westliche Teil des ringförmigen Badegebäudes abgerissen und durch einen Neubau ersetzt. Ende Juni 1977 wurde der Bahnbetrieb nach einer Abschiedsfahrt eingestellt. Die Gleise wurden abgebaut, um zwei unterirdische Plastik-Rohrleitungen auf der Trasse zu verlegen, durch die das bereits im Moorgelände aufbereitete Moor in den Neubau und zurück ins Moor gepumpt wird.

### Museumsbahn
Die etwa 1,4 km langen Gleisanlagen im Moorgelände wurden weiterhin für den Transport des abgebauten Moores zur neuen Aufbereitungsanlage genutzt und sind heute noch erhalten. Auf ihnen verkehrt heute eine Museumsbahn, die nach Oskar Alexander, dem ersten Direktor der Rheumaheilstätte benannt ist.